# 渡邉弘幸
渡邉 弘幸（わたなべ ひろゆき、1966年 - ）は、日本の実業家、元アメリカンフットボール選手。

## 来歴
1966年、東京都に出生。麻布中学校・高等学校、明治大学政治経済学部卒業。
進学校として知られる麻布中学校時代はバスケットボール部主将として、同校史上初の東京都大会準優勝に導いた。麻布高校から本格的にアメリカンフットボールを始め、都大会では、11人の選手で出場しながらベスト8の成績を収めた。明大進学後は、体育会アメリカンフットボール部の明治大学グリフィンズに入部し、クォーターバックとして活躍。2年生の時に甲子園ボウルに出場した他、大学オールスター戦であるヨコハマボウルでMVPを獲得し、ファッション誌にも登場するなど、大学アメフト界の花形として知られた。
博報堂入社後はアメフトの第一線からは退き、明大コーチやNHKのNFL中継の解説などを行う。営業部長などを務めた後、博報堂を退社し、夫人の父が創業したukaの代表取締役副社長に就任（後にCEOに就任）。海外13ヶ国への展開や、カルチュア・コンビニエンス・クラブとの合弁による新業態店のTSUTAYAチェーンへの展開、GINZA SIXなど有力商業施設への出店など、急速な事業拡大を進める。2017年には、アジアの美容文化発展を目指し、日本の美容文化・技術をアジア諸国に発信することを目的に設立された業界団体である、一般社団法人アジア・ビューティー・アカデミー理事長に就任。